# Vinzenz Wohlwend
Vinzenz Wohlwend OCist (nascido Rudolf Wohlwend em 15 de outubro de 1969 em Grabs , Suíça ) é um cisterciense de Liechtenstein-austríaco, abade da abadia territorial de Wettingen-Multierau , Vorarlberg e abade -Preseses da Congregação Cisterciense de Mehrerau .

## vida
O segundo dos quatro filhos de seus pais, Vinzenz Wohlwend cresceu em Schaan, Liechtenstein. De 1981 a 1989 frequentou a Escola Cisterciense de Mehrerau. Após terminar o colegial , estudou teologia católica em Salzburg, Einsiedeln (CH) e Benediktbeuern (D). Em 1990 iniciou o noviciado em Mehrerau e foi ordenado sacerdote em 19 de setembro de 1998 por Maximilian Aichern. De 1997 a 2009 foi professor no " Collegium Bernardi " em Bregenz, onde é professor de religião desde 1999. Em 2009 foi nomeado prior e mestre de noviços da Abadia de Mehrerau pelo abade Anselm van der Linde .
Padre Vinzenz Wohlwend foi empossado pelo Papa Francisco como Administrador Apostólico da Abadia em 1º de agosto de 2018, após a renúncia do abade Anselmo .  Em 19 de setembro de 2018, o capítulo do mosteiro, presidido pelo abade Andreas Range de Marienstatt, o elegeu para suceder Anselm van der Linde. O Papa Francisco confirmou sua eleição e em 23 de novembro de 2018 o nomeou abade territorial de Wettingen-Meerau. A consagração do abade ocorreu em 2 de janeiro de 2019 na igreja da abadia de Wettingen-Mehrerau . Como abade de uma abadia regional (anteriormentechamado Gefreite Abbey ) Vinzenz Wohlwend também é membro da Conferência Episcopal Austríaca . Nela assume as seguintes agendas: é membro da comissão catequética e responsável pelas comunidades religiosas (junto com o Cardeal Christoph Schönborn).
Além disso, como um chamado presidente abade nato, ele lidera a congregação cisterciense internacional de Mehrerau .
Apesar do esclarecimento eclesiástico na Ordinatio sacerdotalis , Wohlwend repetidamente defendeu a introdução do sacerdócio feminino na Igreja Católica Romana.

## Weblinks
- Cheney, David M. «bishop» (em inglês). Catholic-Hierarchy.org